# Cijuela
Cijuela es una localidad y municipio español situado en la parte occidental de la comarca de la Vega de Granada, en la provincia de Granada, comunidad autónoma de Andalucía. Limita con los municipios de Láchar, Fuente Vaqueros, Chauchina, Chimeneas y Pinos Puente. Otras localidades cercanas son Romilla y La Paz.Cuenta con una población de 3714 habitantes (INE 2024). Por su término discurre el canal del Cacín.
El municipio cijueleño es una de las treinta y cuatro entidades que componen el área metropolitana de Granada, y comprende el núcleo de población de Cijuela —capital municipal— y los diseminados de Santa Filomena y la Era Empedrada.

## Toponimia
Su topónimo actual deriva del árabe al-Siyula, que significa «pequeña llanura». El único gentilicio que se emplea es el de cijueleño/a.
| al-Siyula > Zujuela > Zijuela > Cijuela |

## Historia
Cijuela tiene su origen como alquería durante el periodo musulmán. En el municipio existían dos torres de esta etapa: una que se encontraba en lo que hoy en día es la calle Cervantes, y de la que no quedan vestigios; y la torre vigía de Boldonar, en las tierras de secano, de la que se conservan algunos restos.

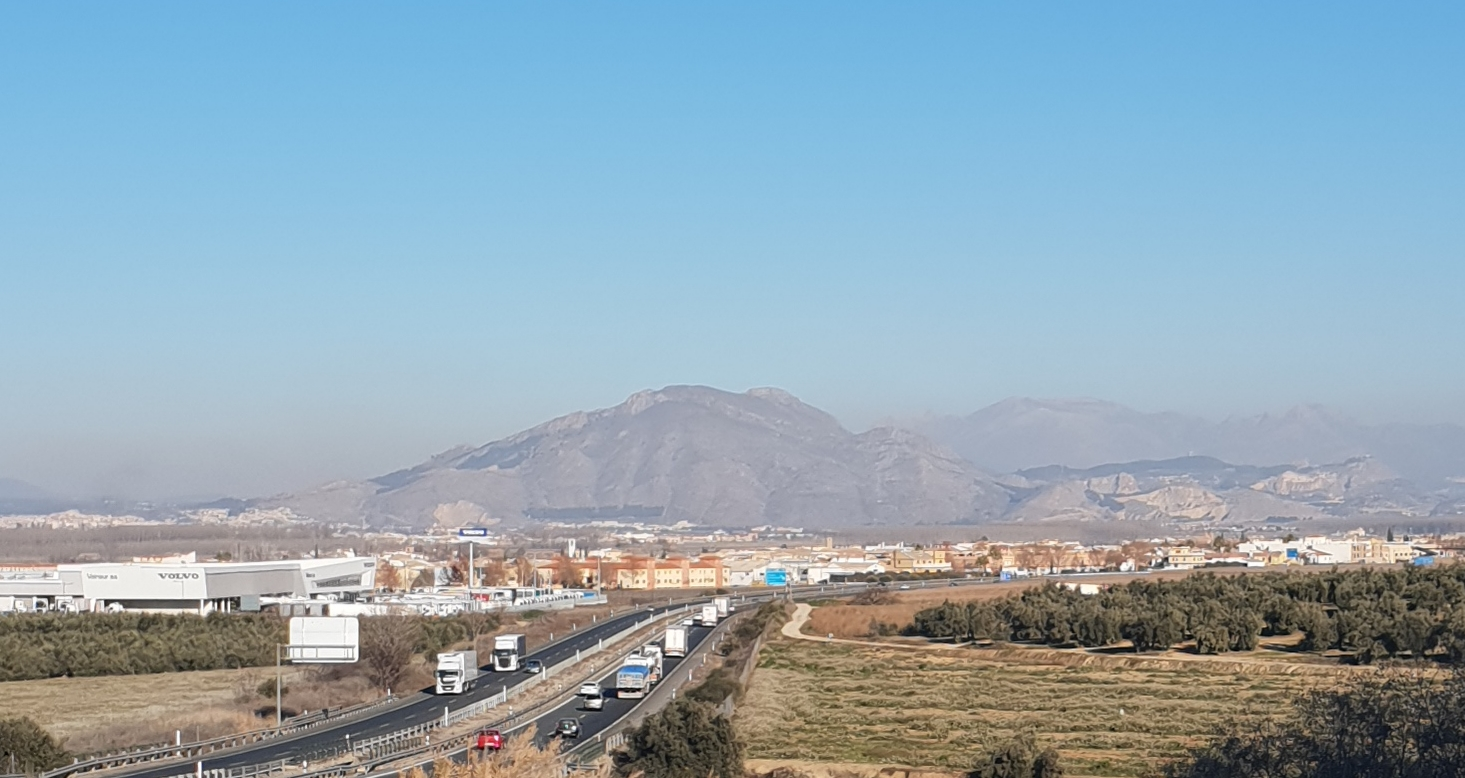
Vista de Cijuela desde Láchar

La primera de ellas fue destruida en 1431 por las tropas de Don Álvaro de Luna en el contexto de la batalla de La Higueruela. También cabe señalar que durante el siglo XV Cijuela sirvió de residencia para la hermana de Boabdil, Ceti Haxa.
Tras la Reconquista fue adquirida por el primer alcalde de Santa Fe, poblado recientemente fundado por los Reyes Católicos, llamado Don Francisco Bobadilla, quien pagó seiscientas doblas castellanas a la hermana del rey. Más tarde sería traspasada al duque de Abrantes, este a Don José Vílchez Gómez, y finalmente repartida por los campesinos descendientes de los habitantes de la aldea de Boldonar o Boldomar.
Según consta en los registros, en 1760 no tenía más de cuarenta habitantes. La primera revolución agrícola se desarrolló a partir de 1776 con el cultivo de productos como el lino y el cáñamo. Entre 1780 y 1808 se experimentó un gran aumento demográfico y económico, pasando de ser una simple aldea a pueblo. Pero no sería hasta 1872 cuando se constituyó como municipio independiente, con ayuntamiento propio. La segunda revolución agrícola tuvo lugar a partir de 1898, basada en el cultivo de la remolacha azucarera, que convirtió a la provincia de Granada en la octava más rica de toda España.

## Geografía

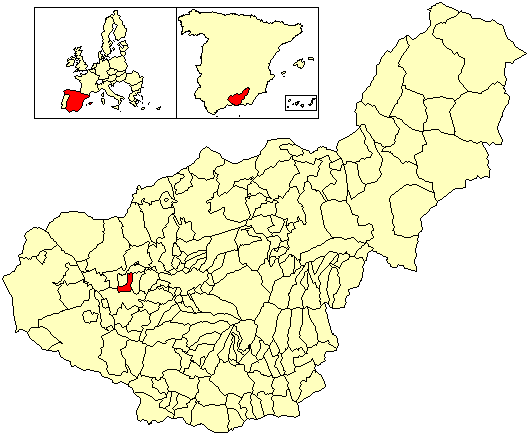
Extensión del municipio en la provincia de Granada

### Situación
Integrado en la comarca de la Vega de Granada, se encuentra situado a 21 kilómetros de la capital provincial, a 99 de Jaén, a 175 de Almería y a 295 de Murcia. El término municipal está atravesado por la autovía A-92, que conecta las ciudades de Málaga y Sevilla con Granada, Almería y Murcia.
| Noroeste: Láchar y Fuente Vaqueros | Norte: Fuente Vaqueros | Nordeste: Fuente Vaqueros y Chauchina |
| Oeste: Láchar                      |                        | Este: Chauchina                       |
| Suroeste: Pinos Puente y Chimeneas | Sur: Chimeneas         | Sureste: Chimeneas                    |

### Relieve
El relieve del municipio se extiende por la vega granadina, destacando algunos cerros aislados, como el Boldonar (676 metros). La altitud oscila entre los 710 metros en el extremo suroriental y los 530 metros en las cercanías del río Genil. El pueblo se alza a 540 metros sobre el nivel del mar. 

### Clima
El clima de Cijuela es de tipo mediterráneo continentalizado: fresco en invierno, con abundantes heladas; y caluroso en verano, con máximas sobre los 35 °C. La oscilación térmica es grande durante todo el año, superando muchas veces los 20 °C en un día. Las lluvias, ausentes en verano, se concentran en el invierno y son escasas durante el resto del año.
| Parámetros climáticos promedio de Cijuela             | Parámetros climáticos promedio de Cijuela | Parámetros climáticos promedio de Cijuela | Parámetros climáticos promedio de Cijuela | Parámetros climáticos promedio de Cijuela | Parámetros climáticos promedio de Cijuela | Parámetros climáticos promedio de Cijuela | Parámetros climáticos promedio de Cijuela | Parámetros climáticos promedio de Cijuela | Parámetros climáticos promedio de Cijuela | Parámetros climáticos promedio de Cijuela | Parámetros climáticos promedio de Cijuela | Parámetros climáticos promedio de Cijuela | Parámetros climáticos promedio de Cijuela |
| Mes                                                   | Ene.                                      | Feb.                                      | Mar.                                      | Abr.                                      | May.                                      | Jun.                                      | Jul.                                      | Ago.                                      | Sep.                                      | Oct.                                      | Nov.                                      | Dic.                                      | Anual                                     |
| ----------------------------------------------------- | ----------------------------------------- | ----------------------------------------- | ----------------------------------------- | ----------------------------------------- | ----------------------------------------- | ----------------------------------------- | ----------------------------------------- | ----------------------------------------- | ----------------------------------------- | ----------------------------------------- | ----------------------------------------- | ----------------------------------------- | ----------------------------------------- |
| Temp. máx. media (°C)                                 | 13.0                                      | 15.3                                      | 18.6                                      | 20.1                                      | 24.6                                      | 30.0                                      | 34.4                                      | 33.9                                      | 29.4                                      | 22.7                                      | 17.2                                      | 13.5                                      | 22.7                                      |
| Temp. media (°C)                                      | 6.7                                       | 8.5                                       | 11.0                                      | 12.8                                      | 16.8                                      | 21.4                                      | 24.8                                      | 24.5                                      | 20.9                                      | 15.5                                      | 10.7                                      | 7.6                                       | 15.1                                      |
| Temp. mín. media (°C)                                 | 0.3                                       | 1.8                                       | 3.4                                       | 5.6                                       | 9.0                                       | 12.9                                      | 15.2                                      | 15.0                                      | 12.4                                      | 8.2                                       | 4.2                                       | 1.8                                       | 7.5                                       |
| Precipitación total (mm)                              | 41                                        | 38                                        | 30                                        | 38                                        | 28                                        | 17                                        | 4                                         | 3                                         | 16                                        | 42                                        | 48                                        | 53                                        | 357                                       |
| Fuente: Agencia Estatal de Meteorología, España (ed.) |                                           |                                           |                                           |                                           |                                           |                                           |                                           |                                           |                                           |                                           |                                           |                                           |                                           |

## Demografía
Cijuela cuenta con una población de 3714 habitantes (INE 2024).

### Evolución de la población
| Gráfica de evolución demográfica de Cijuela entre 1842 y 2021                                                       |
| |
| Población de derecho según los censos de población del INE Población de hecho según los censos de población del INE |

## Economía

### Evolución de la deuda viva municipal
| Gráfica de evolución de la deuda viva del Ayuntamiento de Cijuela entre 2008 y 2019                                |
| |
| Deuda viva del Ayuntamiento de Cijuela en miles de euros según datos del Ministerio de Hacienda y Función Pública. |

## Administración y política
Los resultados en Cijuela de las últimas elecciones municipales, celebradas en mayo de 2023, son:
| Elecciones Municipales - Cijuela (2023) | Elecciones Municipales - Cijuela (2023)        | Elecciones Municipales - Cijuela (2023) | Elecciones Municipales - Cijuela (2023) | Elecciones Municipales - Cijuela (2023) |
| Partido político                        | Partido político                               | Votos                                   | Votos                                   | Concejales                              |
| --------------------------------------- | ---------------------------------------------- | --------------------------------------- | --------------------------------------- | --------------------------------------- |
|                                         | Futuro Cijuela (FTUC)                          | 893                                     | 51,23 %                                 | 6                                       |
|                                         | Partido Socialista Obrero Español (PSOE)       | 547                                     | 31,38 %                                 | 4                                       |
|                                         | Partido Popular (PP)                           | 200                                     | 11,47 %                                 | 1                                       |
|                                         | Más País Cijuela Para la Gente (PARA LA GENTE) | 46                                      | 2,63 %                                  | 0                                       |
|                                         | Podemos-Alianza Verde (PODEMOS-AV)             | 42                                      | 2,40 %                                  | 0                                       |

### Alcaldes
| Legislatura | Nombre                                                                      | Grupo      |
| ----------- | --------------------------------------------------------------------------- | ---------- |
| 1979-1983   | Francisco Martín Vallejo (1979) Francisco Guzmán Almenara (1979-1983)       | AYTO.DTICO |
| 1983-1987   | Francisco Santaella Molina                                                  | PSOE       |
| 1987-1991   | Francisco Guzmán Almenara                                                   | PTE        |
| 1991-1995   | José Francisco Rueda Muñoz                                                  | PSOE       |
| 1995-1999   | José Francisco Rueda Muñoz                                                  | PSOE       |
| 1999-2003   | José Francisco Rueda Muñoz                                                  | PSOE       |
| 2003-2007   | José Francisco Rueda Muñoz                                                  | PSOE       |
| 2007-2011   | José Francisco Rueda Muñoz                                                  | PSOE       |
| 2011-2015   | Juan Antonio Bellido Lozano                                                 | PSOE       |
| 2015-2019   | Juan Antonio Bellido Lozano                                                 | PSOE       |
| 2019-2023   | Juan Antonio Bellido Lozano                                                 | PSOE       |
| 2023-act.   | Gloria Gámez Vargas (2023-2025) Juan Francisco Lizana Escamilla (2025-act.) | FTUC       |

## Comunicaciones

### Autobús
Las líneas de autobús del Consorcio de Transporte Metropolitano del Área de Granada que conectan Cijuela con el centro de la capital son dos:

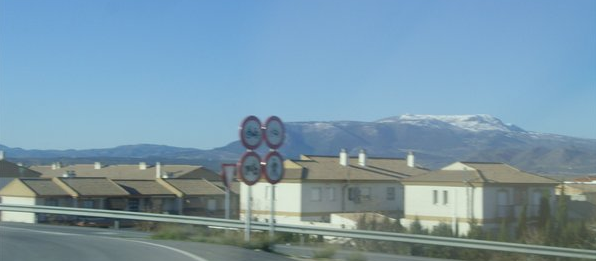
Vista de Cijuela junto a la salida de la autovía A-92. La sierra de Parapanda al fondo.

- Línea 242: Granada - Santa Fe - El Jau - Chauchina - Romilla - Cijuela - Láchar.
- Línea 340: Granada - Santa Fe - Cijuela - Láchar - Peñuelas.

### Aeropuerto
El Aeropuerto Internacional Federico García Lorca (F.G.L.) se encuentra a 3 km de la localidad. Por la proximidad a las instalaciones aeroportuarias, Cijuela —al igual que el resto de poblaciones cercanas— se ve afectado por pequeñas cuotas de contaminación acústica, provocada por el ruido de las aeronaves al sobrevolar el municipio en las maniobras de despegue y aterrizaje.

### Carreteras
Por este municipio metropolitano pasa la autovía A-92, que ofrece una salida compartida para Cijuela:
- 225: Cijuela, Chimeneas, Romilla.

Existen varias carreteras locales que conectan Cijuela con Láchar y Chauchina (la antigua Carretera de Málaga), Romilla, Chimeneas (GR-3402) y La Paz. Las principales vías del municipio son:
| Identificador | Denominación                          | Itinerario                 |
| ------------- | ------------------------------------- | -------------------------- |
| A-92          | Autovía A-92                          | Sevilla - Almería          |
| N-342         | Carretera de Jerez a Puerto Lumbreras | Láchar - Cijuela           |
| GR-3402       | De Cijuela a Ventas de Huelma         | Cijuela - Ventas de Huelma |

Algunas distancias entre Cijuela y otras ciudades:
| Ciudades | Distancia (km) | Ciudades | Distancia (km) | Ciudades  | Distancia (km) | Ciudades  | Distancia (km) |
| -------- | -------------- | -------- | -------------- | --------- | -------------- | --------- | -------------- |
| Santa Fe | 8              | Málaga   | 111            | Sevilla   | 230            | Madrid    | 426            |
| Granada  | 21             | Linares  | 143            | Murcia    | 295            | Valencia  | 515            |
| Motril   | 87             | Almería  | 175            | Cartagena | 314            | Zaragoza  | 726            |
| Jaén     | 99             | Córdoba  | 181            | Albacete  | 354            | Barcelona | 870            |

## Servicios públicos

### Sanidad
El municipio cuenta con un consultorio médico de atención primaria situado en la calle Ángel Ganivet, n.º 3, dependiente del Distrito Sanitario Metropolitano de Granada, y que fue inaugurado en 2011. El servicio de urgencias está en el centro de salud de Santa Fe y el área hospitalaria de referencia es el Hospital Ruiz de Alda de Granada capital.

### Educación
Los centros educativos que hay en el municipio son:
| Denominación genérica                    | Nombre del centro   | Naturaleza | Dirección             |
| ---------------------------------------- | ------------------- | ---------- | --------------------- |
| Sección de educación permanente          | SEP Cijuela         | Público    | C/ Jaén, 3            |
| Escuela infantil                         | EI Los Duendecillos | Público    | C/ Asturias, 17       |
| Colegio de educación infantil y primaria | CEIP Rogelio Arasil | Público    | C/ Manuel de Falla, 2 |

## Cultura

### Fiestas
Sus fiestas populares se celebran cada año la tercera semana de septiembre en honor al patrón de la localidad, Ntro. Padre Jesús Nazareno. También es típico de Cijuela, como en el resto de la Vega de Granada, celebrar el 25 de abril el día de la merendica coincidiendo con el día de San Marcos donde se junta la gente por la tarde para degustar los populares hornazos acompañados de habas verdes.